# Подкопаєва Клавдія Іванівна
Клавдія Іванівна Подкопаєва (нар. 30 вересня 1956, село Злинка, тепер Маловисківського району Кіровоградської області) — українська радянська діячка, новатор сільськогосподарського виробництва, ланкова колгоспу «Перше травня» Маловисківського району Кіровоградської області. Депутат Верховної Ради УРСР 10-го скликання.

## Біографія
Народилася в селянській родині Івана та Катерини Яриш. Закінчила середню школу в селі Злинки Маловисківського району Кіровоградської області. Член ВЛКСМ.
З 1973 року — свинарка свинокомплексу, з 1977 року — ланкова буряківничої ланки колгоспу «Перше травня» села Злинка Маловисківського району Кіровоградської області. Досягала високих урожаїв цукрових буряків, вирощувала по 400 центнерів буряків із гектара.
Потім — на пенсії в селі Злинка Маловисківського району Кіровоградської області.

## Нагороди
- ордени
- медалі